# 安格里塔·夏尔巴
安格里塔·夏尔巴（1948年—2020年9月21日），尼泊尔登山家。1983年至1996年，他曾十次无氧攀登珠穆朗瑪峰。2017年，他被吉尼斯世界纪录认证为世界上10次无氧攀登珠穆朗玛峰第一人。

## 生平
1948年生于尼泊尔索卢坤布县。他的家人以养牦牛为生。他15岁时作为搬运工，开始从事登山运动。20岁时，他就成功攀登卓奥友峰。随后，他又征服了喬戈里峰、卓奥友峰、洛子峰、马纳斯卢峰、安纳布尔纳峰和道拉吉里峰，多次在没有氧气的支持下攀登。
1983年，他第一次在没有氧气的情况下登上珠穆朗玛峰。在随后的13年里，他又9次登上珠穆朗玛峰。他的10次攀登中，有8次走的是东南山脊路线。1987年，他第一次在冬天出发，并且在没有氧气的情况下登顶珠穆朗玛峰。他的最后一次攀登是在1996年5月11日珠穆朗瑪峰攀登事故后的12天。他在事故中失去了朋友，内心受到很大冲击。随后，他开始生病，健康状况也不断恶化。畢蘭德拉国王派王储狄潘德拉转达请求，让他不要登山了。1996年，他正式退休。他患有脑和肝脏慢性疾病。2020年9月21日上午10时左右在加德满都的住所逝世。他的遗体被安放在加德满都的一座喇嘛寺内。按照夏尔巴人的传统，他的遗体在9月23日火化。

## 纪录
|     | 日期           | 路线                   |
| --- | -------------- | ---------------------- |
| 1.  | 1983年5月7日   | 东南山脊               |
| 2.  | 1984年10月15日 | 南坳（从东南山脊下山） |
| 3.  | 1985年4月29日  | 东南山脊               |
| 4.  | 1987年12月22日 | 东南山脊               |
| 5.  | 1988年10月14日 | 东南山脊               |
| 6.  | 1990年4月23日  | 东南山脊               |
| 7.  | 1992年5月13日  | 东南山脊               |
| 8.  | 1993年5月16日  | 东南山脊               |
| 9.  | 1995年5月13日  | 北坳－东北山脊         |
| 10. | 1996年5月23日  | 东南山脊               |